# خاندان کوتسوکی

خانداک کوتسوکی

خاندان کوتسوکی (به ژاپنی: 朽木氏) یکی از خاندان‌های منشعب شده از اودا گنجی، خاندان ساساکی، خاندان تاکاشیما در ژاپن بود. منطقه تحت نفوذ این خاندان قسمت شمالی بخش تاکاشیما، شیگا، کوتسوکی، شیگا بود.